# イボウミニナ
イボウミニナ（疣海蜷、学名:Batillaria zonalis）は、吸腔目ウミニナ科に分類される巻貝の一種。インド太平洋の熱帯・温帯海域に広く分布する。

## 特徴
成貝は殻高40mm・殻径15mmほどで、殻頂が細長く尖った塔形をしている。殻の表面は太い縦肋が広い間隔を取って刻まれ、ゴツゴツした質感である。和名の「イボ」は殻表の深い彫刻に由来する。殻の色は褐色-黒褐色で、縫合（巻きの繋ぎ目）に沿って白い帯模様が入る個体も多い。殻口は四方に角張っていて「菱形」に例えられる。上部の滑層瘤は小さい。殻口の外側は上部に湾入・下部に突出があって、「～」形の線を描く。
同属のウミニナやホソウミニナに似ているが、殻口が菱形で外側が大きく湾曲すること・大型で細長いこと・殻表の彫刻が比較的深いことなどで区別できる。殻口外側が弱く湾曲するウミニナ、殻表の彫刻が深いウミニナやホソウミニナ、殻高が低いイボウミニナなどもいるが、殻口の形を見ると比較的同定しやすい。

### 生態
インド太平洋の熱帯・温帯域に広く分布する。日本でも北海道南部から南西諸島まで広く分布する。
河口や内湾の砂泥干潟に生息し、潮間帯下部の砂泥上で他のウミニナ類と共に群れをなす。同属のウミニナやホソウミニナは岩石上まで進出するが、イボウミニナが岩石上に出ることはまずない。干潮時に地上を這い、主にデトリタスを摂餌するが、打ち上げられた海藻や死魚などに群がり直接摂食することもある。
なお北米西岸の一部では日本由来のホソウミニナが外来種として繁殖しているが、これらが一時期 Batillaria zonalis （現在はイボウミニナの学名）と誤同定されていたため、イボウミニナが北米に移入されていると誤認されている場合もあるが、実際の移入種はホソウミニナである。

## 人間との関係
人や地域によっては他のウミニナ類と共に漁獲され、塩茹でなどで食用にされる。台湾などではウミニナなどと共にピリ辛味に調理したものを「zh:燒酒螺」と称し、街中のスタンドなどでも売られる。

### 保全状態評価
- 絶滅危惧II類 (VU)（環境省レッドリスト）

- 県別レッドリスト
  - 絶滅 - 千葉県・兵庫県
  - 絶滅危惧I類 - 愛知県・宮崎県[2]・熊本県
  - 絶滅危惧II類 - 三重県・徳島県・愛媛県
  - 準絶滅危惧 - 鹿児島県・沖縄県

ウミニナやホソウミニナに比べて分布域は広いが、日本国内の生息地はかなり少ない。環境の変化に弱く、海岸の汚染や埋立などで生息地・個体数とも減少している。東京湾岸や兵庫県など既に絶滅したとされる地域もある。その他の地域でも、個体群が消滅し死殻しか見つからない干潟が多く報告されている。
日本の環境省が作成した貝類レッドリストでは、2007年版で絶滅危惧II類（VU）として掲載された。各県が独自に作成したレッドリストでも、多くの県で絶滅危惧種として名が挙がっている。